# Der Autor als Produzent
Der Autor als Produzent. Ansprache im Institut zum Studium des Fascismus in Paris am 27. April 1934 ist ein Essay von Walter Benjamin, der auf einem Entwurf für einen Vortrag basiert, der vermutlich nicht stattgefunden hat.
In seinem einflussreichen Essay fordert Benjamin, sich mit künstlerischen Arbeiten auf die Umgestaltung von Institutionen sowie des Produktionsapparats insgesamt zu konzentrieren, anstatt ihn zu beliefern. Der Text wurde im Zuge der Debatte um Beteiligungsformen des Web 2.0 erneut relevant.

## Zusammenfassung
Walter Benjamin diskutiert in diesem Essay das angespannte Verhältnis zwischen Ideologie und Ästhetik – zwischen „Tendenz“ und „Qualität“ in der Literatur – und er behauptet, dass es eine direkte Korrelation zwischen einer politisch korrekten Tendenz und literarischer Qualität gibt, so Elizabeth A. Papazian in ihrer Zusammenfassung am Beginn eines Beitrags von 2003. Sie fährt fort: Benjamin zufolge muss ein Autor erkennen, dass sein oder ihr Werk gewissen Klasseninteressen dient und dass der fortschrittlichere Typ von Schriftsteller diese Wahlmöglichkeit erkennt und sich auf die Seite des Proletariats begibt. Es reiche aber nicht aus, in seiner persönlichen Haltung eine revolutionäre Entwicklung gegenüber den zeitgenössischen Produktionsverhältnissen zu durchlaufen: Der Autor muss zum Produzenten werden, der sein Werk und sein Verhältnis zu den literarischen Produktionsmitteln in einer wirklich revolutionären Weise durchdenkt. Seine Mission – wie die des sowjetischen Schriftstellers und Fotografen Sergei Michailowitsch Tretjakow – ist es, nicht lediglich zu berichten, sondern zu kämpfen, nicht den Beobachter zu mimen, sondern aktiv zu intervenieren. Brecht zitierend erklärt Benjamin, dass ein solcher Autor sein Augenmerk nicht länger auf individuelle Erfahrung legen, sondern stattdessen daran arbeiten soll, Institutionen zu transformieren ebenso wie den Produktionsapparat von Literatur. Tatsächlich war diese kulturelle Transformation zu der Zeit schon gründlich im Gange: Wie Benjamin schreibt: „daß wir in einem gewaltigen Umschmelzungsprozeß literarischer Formen mitten innestehen, einem Umschmelzungsprozeß, in dem viele Gegensätze, in welchen wir zu denken gewohnt waren, ihre Schlagkraft verlieren könnten.“ Indem er Beispiele aus dem Journalismus, der Fotografie, der Musik und dem Theater anführt, zeichnet er die laufende Entwicklung von neuen, hybriden Genres nach, die aus der glühendflüssigen Masse der traditionellen Formen gegossen werden, mit der Folge einer entsprechenden Literarisierung aller Lebensverhältnisse. Eines der angestrebten Ergebnisse ist die Revision des Verhältnisses zwischen Autor und Leser.

## Einzelne Aspekte
Benjamin sieht das epische Theater von Bertolt Brecht und Werke des Komponisten Hanns Eisler als Beispiele dafür an, wie der „Funktionszusammenhang zwischen Bühne und Publikum, Text und Aufführung, Regisseur und Schauspieler“ verändert werden kann (speziell das kooperative Lehrstück, Die Maßnahme), denn „beide versuchen, den Gegensatz zwischen ProduzentInnen und Publikum aufzulösen und den Produktionsapparat nicht zu beliefern“, so Rosa Reitsamer in einem Beitrag von 2005.
Dieser Vortrag sei „eine Attacke gegen die linksbürgerliche Intelligenz im Deutschland der 1920er und frühen 1930er Jahre“, so Gerald Raunig 2004. Die textimmanente Intention Benjamins sei hier, vor allem diejenigen Spielarten des sozialistischen Realismus zu kritisieren, die mit „inhaltistisch-agitatorischen Strategien“ arbeiten. Benjamin habe mit diesem Standpunkt eine Minderheitenposition vertreten, wobei er vor allem Technik und organisierende Funktion der Kunstpraxis im Auge gehabt habe. Benjamin ist demzufolge der Ansicht, dass, solange die Produktionsinstrumente sowie Formen und Apparate der Produktion unverändert bleiben, sich Technik und Funktion der Kunstpraxis nicht verändern lassen.
Nicht die Haltung eines Kunstwerks zu den Produktionsverhältnissen seiner Zeit sei das entscheidende Moment, sondern vielmehr seine Position in ihnen, hebt Boris Buden in einem Beitrag von 2004 hervor. Benjamin meine hier die Funktion, die die schriftstellerische Technik der Werke in den literarischen Produktionsverhältnissen seiner Zeit hat. Buden vertritt zum einen die Auffassung, dass Benjamins These in Form einer Frage formuliert ist, die lautet: Wie steht ein Kunstwerk in seinen Produktionsverhältnissen? Allerdings sei die ursprüngliche Frage, auf die Benjamins Text antworte, wie das Werk gegenüber den sozialen Produktionsverhältnissen seiner Zeit stehe, so Buden.
Tilmann Köppe und Simone Winko sind in ihrer literaturtheoretischen Einführung von 2013 der Ansicht, dass durch Benjamins Frage nach schriftstellerischer Tätigkeit in Bezug auf die Produktionsverhältnisse einer Zeit „die marxistischen Kategorien auf den Autor und seine Arbeit übertragen werden.“ Insofern sei im Rahmen einer gesellschaftswissenschaftlichen Literaturtheorie, die sich an Marxismus und Ideologiekritik orientiert, das Verhältnis zu untersuchen, wie Autoren zum Produktionsapparat (Begriff von Benjamin) stehen und wie zur herrschenden Klasse. Bei Benjamin sei die Aufgabe von Autoren stets politisch definiert und Maßstäbe für die Bestimmung und Bewertung dieser Aufgabe würden normativ formuliert und aus leitenden Kategorien gewonnen.

## Rezeption
Benjamins Text wurde erneut viel gelesen im Zuge der Debatten, ob das Web 2.0 wirklich mehr Partizipation möglich macht. Auch Brecht habe den Standpunkt vertreten, „Medienkonsument_innen sollten zu Produzent_innen werden. Die Produzent_innen sollten sich demnach das Medium – damals noch das Radio – aneignen und ihre eigene Meinung verbreiten. Die proletarische Partizipation ließ auf Veränderung der vorherrschenden Meinungen und eine Teilhabe der Minderheiten an der Mitgestaltung der Öffentlichen Meinung hoffen“, so Deborah Schmidt in ihrem Beitrag zu feministischen Öffentlichkeiten im Web 2.0 von 2011. Ein Mehr an Partizipationsmöglichkeiten habe allerdings nicht automatisch zur Folge, „dass alle die gleichen Zugangsvoraussetzungen haben und schon gar nicht, dass diese Partizipation emanzipatorischer ist und gesellschaftskritischer mit Inhalten umgeht.“
Reitsamer kritisiert, dass Benjamin sich in seinem Artikel ausschließlich auf männliche Produzenten bezieht. Sie sieht dies als eine Auffassung an, die in den 1930er Jahren gängig war, die aber weder damals noch heute der Realität entsprochen habe bzw. entspreche.

## Ausgaben
- Ramon Fernandez: Walter Benjamin: Der Autor als Produzent. Ansprache im Institut zum Studium des Fascismus in Paris am 27. April 1934. Archiviert vom Original am 4. Oktober 2014; abgerufen am 14. Mai 2021.
  - enthalten in: Der Autor als Produzent. Aufsätze zur Literatur. Herausgegeben von Sven Kramer, Inhaltsverzeichnis Stuttgart, Reclam 2012, ISBN 978-3-15-018793-7, S. 228–249.
  - enthalten in: Gesammelte Schriften. Zweiter Band. Zweiter Teil, herausgegeben von Rolf Tiedemann und Hermann Schweppenhäuser. Suhrkamp, Frankfurt/Main 1982, 2. Auflage der Einzelausgabe 1989, ISBN 3-518-57307-1, S. 683–701.